# جوایز انجمن شبکه صوتی بازی
جوایز انجمن شبکه صوتی بازی (به انگلیسی: Game Audio Network Guild Awards) جشنی است که بهترین هارا در زمینه صدای بازی ویدئویی را انتخاب می‌کند. جوایز، که از سال ۲۰۰۴ آغاز شد، توسط انجمن شبکه صوتی بازی ترتیب داده می‌شود و هر سال در طول کنفرانس توسعه‌دهندگان بازی در سان فرانسیسکو برگزار می‌شود. چهار همایش اول در ساختمان فیرمونت سان جو برگزار شد. به دلیل دنیاگیری کووید-۱۹، مراسم هجدهم، نوزدهم و بیستم به صورت مجازی برگزار شد.